# Halocynthia roretzi
Halocynthia roretzi är en sjöpungsart som först beskrevs av Richard von Drasche-Wartinberg.  Halocynthia roretzi ingår i släktet Halocynthia och familjen lädermantlade sjöpungar. Inga underarter finns listade i Catalogue of Life.